# SS Cutch
Cutch fue un barco de vapor construido en 1884 en Hull, Inglaterra. El barco sirvió como barco de peregrinación y yate en la India desde 1884 hasta 1890, luego como barco de vapor en la Columbia Británica desde 1890 hasta 1900 bajo la propiedad de Union Steamship Company. El barco naufragó en agosto de 1900, luego fue rescatado y registrado en los Estados Unidos como Jessie Banning. En 1902 el barco fue transferido a la armada de Colombia donde fue armado con cañones y sirvió en la armada colombiana como crucero de guerra Bogotá. Bogotá bombardeó la Ciudad de Panamá el 3 de noviembre de 1903 durante la Separación de Panamá de Colombia.

## Diseño y Construcción
Cutch fue construido en 1884 en Hull, Inglaterra por la firma de James Brunner & Co.Cutch fue construido por orden de Jumabhoy Lolljee, de Bombay para ser utilizado para transportar personas en peregrinaciones religiosas. Esto requería una alta velocidad. El 1 de julio de 1884, el barco fue llevado a la prueba. El 1 de julio, este barco realizó su viaje de prueba en Withernsea, en el estuario de Humber. Se obtuvieron velocidades de prueba de más de 12 nudos en una milla medida. Tal como estaba construido, Cutch tenía 180 pies de largo, con una viga de 23 pies y una profundidad de bodega de 12 pies. El tamaño total del barco construido fue de 324 toneladas brutas. El casco era de hierro.
La planta de energía original era una máquina de vapor de doble expansión, con un cilindro de alta presión de 25 pulgadas de diámetro, de baja presión de 48 pulgadas de diámetro y una carrera de 30 pulgadas, y conducía el barco, al menos nominalmente, a 12 millas. por hora. El consumo de carbón fue de 12 toneladas en 24 horas. La presión de la caldera era de 100 libras de vapor y el motor giraba a 92 revoluciones por minuto a máxima velocidad.

## Operación

### Transferencia a Canadá
En 1890, la Union Steamship Company compró el barco a la finca del maharajá de Kutch, que lo había estado utilizando como yate. El barco fue traído de la India a la Columbia Británica bajo el mando del Capitán William Webster, gerente de la compañía. Cutch llegó a Columbia Británica en junio de 1890. Originalmente, Cutch tenía licencia en Canadá para transportar 150 pasajeros.
De 1892 a 1896, Cutch se utilizó en la ruta de Vancouver a Nanaimo, Columbia Británica, con parada en el camino en Steveston. Cutch transportaba pasajeros para el Canadian Pacific Railway, que tenía terminales ferroviarias tanto en Vancouver como en Nanaimo, pero que aún no había entrado en el negocio de los barcos de vapor.
Cutch fue reconstruido en 1898, con nueva maquinaria y cabinas para 60 pasajeros adicionales. El tamaño total del buque se duplicó con creces, de 324 a 676 toneladas brutas. En 1898 y 1899, Union Steamship Company colocó a Cutch y otros dos barcos de vapor en la carrera hacia el norte en el Pasaje Interior a Skagway y Dyea, Alaska.

### Uso en Estados Unidos
Cutch naufragó el 24 de agosto de 1900 en Stephens Passage, Alaska. El buque fue vendido para salvamento y luego remolcado a Portland, Oregón. En 1901, el barco se registró en los Estados Unidos con el nombre de Jessie Banning y se le otorgó el número de registro de EE. UU. 77526. Las dimensiones del barco según el registro de EE. UU. Eran 175,3 pies de largo, manga de 23,6 pies y profundidad de bodega de 11,7 pies. El tamaño total del barco, tal como figura en el registro de los EE. UU., era de 639 toneladas brutas y 267 toneladas registradas. Como Jessie Banning, el barco operaba desde Seattle, Washington como puerto base.

### Traslado a Colombia
El 2 de agosto de 1902 y equipado como crucero de guerra en Risdon Works, San Francisco. la embarcación fue transferida a Colombia con el nombre de Bogotá. El barco se puso en servicio con la armada de Colombia y fue su embarcación más poderosa en la costa del Pacífico el buque tenía el objetivo de cazar al buque rebelde Almirante Padilla durante el final de la Guerra de los Mil Días. El barco estaba armado con un cañón de 14 libras, ocho cañones de fuego rápido de 6 libras y dos ametralladoras Vickers-Maxim. En teoría, el barco todavía era capaz de moverse a 12 millas por hora, aunque el estado de la maquinaria generalmente no permitía una velocidad superior a las 9 millas por hora.
El 3 de noviembre de 1903, en el curso de la Separación de Panamá de Colombia (evento relacionado con la construcción del Canal de Panamá), Bogotá disparó varios proyectiles contra la Ciudad de Panamá, matando a un residente de la ciudad. sirvió en la armada Colombiana hasta 1914 cuando fue vendido.